# 凯茨费尔德
凯茨费尔德（法語：Kertzfeld，发音：[kɛʁt͡sfɛld] 或 [kɛʁt͡sfɛlt]；德语：Kerzfeld；阿尔萨斯语：Kertzfàld）是法国下莱茵省的一个市镇，属于塞莱斯塔-埃尔什泰因区（Sélestat-Erstein）和埃尔什泰因县（Erstein）。该市镇总面积9.43平方公里，2009年时的人口为1322人。

## 人口
凯茨费尔德人口变化图示